# Pí a jeho život
Pí a jeho život (orig. Life of Pi, česky nakladatelství Argo, 2004, překlad Lucie a Martin Mikolajkovi) je druhý román kanadského spisovatele Yanna Martela. Kniha poprvé vyšla v září 2001 a následujícího roku získala prestižní britskou literární cenu Booker Prize. Hlavní hrdina Piscine Molitor Patel, indický chlapec z Pondicherry (Puduččéri), od raného věku přemýšlí o duchovních a náboženských otázkách a po ztroskotání lodi přežívá 227 dní na záchranném člunu v Tichém oceánu.

## Obsah
Kniha má tři části. V první části Piscine „Pí“ Patel, syn majitele puduččérské zoologické zahrady, vypráví o svém dětství, o chování zvířat, a také o víře v Boha. Pi se stává hinduistou, křesťanem i muslimem, neboť vidí podstatu všech tří náboženství. Říká: „Já chci jen milovat Boha.“
Jeho život v Indii končí, když se rodiče rozhodnou vystěhovat ze země a na japonské lodi Tsimtsum vyplují roku 1977 spolu se zvířaty přes Tichý oceán do kanadského Winnipegu. Loď se však potopí.
Druhá a nejobsáhlejší část detailně popisuje Piscinův boj o přežití na záchranném člunu, kde se ocitl ve společnosti hyeny skvrnité, orangutanky Bublinky (Orange Juice), zraněné zebry a Richarda Parkera, bengálského tygra. Hyena nejprve zabije zebru a pak Bublinku. Pí má být další na řadě, ale tygr se na hyenu vrhne a zabije ji. Na Piscina však prozatím nezaútočí.
V této bezvýchodné situaci využije Pí své znalosti zoologie a pokouší se s tygrem přežít na jednom člunu. Cvičí a krmí Richarda Parkera tak, aby pochopil, kdo je alfa samec, a zůstal v bezpečné vzdálenosti. 
Později vyčerpaný, oslabený a blouznící Pí dočasně oslepne a v tomto stavu potkává jiného trosečníka. Druhý muž, také slepý, má francouzský přízvuk a během rozhovoru se svěří, že již zabil muže a ženu. S úmyslem zabít i Piscina, se pokusí dostat na jeho člun, ale Richard Parker vetřelce zabije. 
Tygr a chlapec brzy poté s člunem narazí na podivný plovoucí ostrov z chaluh, který je plný surikat a sladkovodních jezírek. Oba zde znovu naberou sílu, ale když Pí zjistí, že z ostrova se v noci stává masožravý zabiják, raději i s Richardem odplouvá.
Záchranný člun nakonec dorazí ke břehům Mexika a Richard Parker navždy zmizí v džungli. 
Ve třetí části navštíví Piscina během jeho pobytu v nemocnici dva japonští úředníci z Ministerstva dopravy, aby vyšetřili příčinu potopení lodi. Ani jednoho však neuspokojí jeho pozoruhodný příběh a tak jim Pí nabídne stručné alternativní vysvětlení. V této verzi přežijí potopení lodi Pí, francouzský kuchař, zraněný námořník a Piscinova matka. Francouzský kuchař nejprve zabije a sní zraněného námořníka, později i matku. Pí následně zabije kuchaře. 
Ani jedna z verzí nevysvětluje proč se Tsimtsum potopila, a Pí se proto ptá úředníků, který z příběhů preferují – ten se zvířaty nebo ten bez nich. Kniha končí jejich zprávou pro japonskou vládu, ve které se zmiňují pouze o prvním a „lepším“ příběhu.

## Richard Parker
Richard Parker, bengálský tygr, se kterým Piscine sdílí člun, byl pojmenován po postavě z románu Edgara Allana Poea Dobrodružství Arthura Gordona Pyma (1838). Kniha vypráví o čtveřici mužů, kteří se po ztroskotání lodi rozhodnou losovat o to, kdo se obětuje a bude ostatními snězen. Nejkratší slámku si vytáhne muž jménem Richard Parker. Příběhy o kanibalismu u ztroskotanců na moři nebyly v 19. století neobvyklé, ale roku 1884, čtyřicet šest let poté, co Poe vydal svůj román, se velmi podobná událost stala ve skutečnosti. Britská jachta Mignonette se potopila při své cestě do Austrálie. Čtyři muži se zachránili, avšak ocitli se bez vody a jídla. Po devatenácti dnech se vyhladovělí námořníci rozhodli zabít a sníst jednoho z nich – jeho jméno bylo Richard Parker. Do té doby se usmrcení člověka v případě nejvyšší nouze považovalo za omluvitelné. Případ Mignonette se však stal známým právě tím, že všichni tři přeživší, s výjimkou jednoho, byli po návratu do Anglie odsouzeni za vraždu a vzápětí omilostněni.